# Rhododendron buruense
Rhododendron buruense är en ljungväxtart som beskrevs av Johannes Jacobus Smith. Rhododendron buruense ingår i släktet rododendron, och familjen ljungväxter. Inga underarter finns listade i Catalogue of Life.